# Periserica picta
Periserica picta är en skalbaggsart som beskrevs av Brenske 1898. Periserica picta ingår i släktet Periserica och familjen Melolonthidae. Inga underarter finns listade i Catalogue of Life.